# Coquillettidia crassipes
Coquillettidia crassipes är en tvåvingeart som först beskrevs av Wulp 1881.  Coquillettidia crassipes ingår i släktet Coquillettidia och familjen stickmyggor. Inga underarter finns listade i Catalogue of Life.